# Crocus longiflorus
Lo zafferano autunnale (Crocus longiflorus Raf., 1810) è una pianta appartenente alla famiglia delle Iridaceae.

## Distribuzione e habitat
È una specie endemica dell'Italia centro-meridionale e della Sicilia, segnalata anche sull'isola di Malta.